# Ernesto Köhler

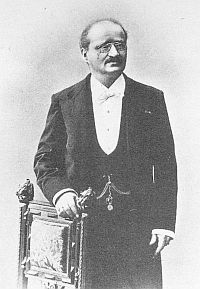
Ernesto Köhler (ca. 1900)

Ernesto Köhler (Modena, 4 december 1849 - Sint-Petersburg, 17 maart 1907) was een Italiaans fluitist en componist. Hij is vooral bekend door zijn fluitetudes die veel worden gebruikt. 

## Leven
Zijn eerste lessen kreeg Köhler van zijn vader Venceslau Joseph (Giuseppe V.) Köhler (1809–1878), die fluitist was in de hertogelijke hofkapel in Modena (dat toen nog bij Oostenrijk hoorde). Ernesto ging al vroeg op tournee, samen met zijn broer, die pianist Ferdinando Köhler. Na twee jaar als fluitist bij het Karlstheater in Wenen ging Köhler in 1871 op advies van de collega-fluitist Cesare Ciardi naar Sint-Petersburg, om te gaan spelen in het Balletorkest van de Tsaar. Ook gaf hij er les. Na de dood van Ciardi werd Köhler zijn opvolger en werd hij ook solofluitist van de keizerlijke opera. Hij gold als de beste fluitist van zijn tijd. Daarnaast was hij werkzaam als componist. Ernesto Köhler was ereburger van Sint-Petersburg en bleef zijn nieuwe vaderland trouw tot aan zijn dood in 1907.

## Oeuvre (onvolledig)
Köhler schreef meer dan 100 composities voor fluit, overwegend studiewerken en etudes, maar ook fluitduetten, duo's met piano en een kwartet met vier fluiten. De meeste van zijn romantische salonstukken met fantasievolle namen hebben geen repertoire gehouden, maar zijn etudes worden nog steeds veel gebruikt. Ze verbinden vingertechniek met muzikale vorming in romantische stijl. 
- Valse-Caprice, voor trompet en piano, op. 14
- Leichte Studien, op.15
- Papillon, voor fluit en piano, op. 30
- Der Fortschritt Im Flotenspiel, op. 33, deel 1 t/m 3
- Marsch der Ängstlichen, voor fluit en piano, op.37
- Frühlingslied voor fluit en piano, op. 38
- Echo, duo voor fluit en cornet in A majeur met piano, op. 40
- 40 Progressive Duette, op. 55
- 3 Serenades, voor fluit en piano, op. 59, op. 70 en op. 79
- 6 salonstukken, voor fluit en piano, op. 60 
  - 1. Romance
  - 2. Gavotte
  - 3. Souvenir russe
  - 4. Rejouissance
  - 5. Meditation
  - 6. Danse des marionettes
- 25 études romantiques, op. 66
- Concertduet, variaties op een melodie van Franz Schubert, op.67
- Concertduet nr. 2, voor 2 fluiten en piano, op een melodie van Frédéric Chopin, op. 68
- Etudes de Virtuosité, op. 75 (3 delen)
- Schule der Geläuftigkeit, op.77 (Tägliche Studien)
- 6 voordrachtstukken, voor fluit en piano, op.84
- Valse des Fleurs, voor 2 fluiten of klarinetten en piano, op. 87
- 4 Morceaux caracteristiques, voor fluit en piano, op.88
- Grosses Quartet, voor 4 fluiten, op. 92
- 20 leichte und melodische Lektionen, op. 93 (2 delen)
- Concert, op. 97
- Diverse andere solostukken voor fluit, zoals Schwalbenflug, Hirten Idylle en La Romantique
- Ben Achmed, opera, succesvol in Sint-Petersburg (1893)
- Enige balletten, waaronder Clorinda
- Von der Wiege bis zur Grabe, bewerking van de verzameling pianostukken van Carl Reinecke. Köhler bewerkte maar 8 van de 16 stukken, waarbij hij de melodie van de rechterhand aan de fluit gaf en de overige pianobegeleiding zeer voorzichtig aanvulde. De toonsoorten bleven hetzelfde; alleen Trost transponeerde hij een halve toon naar boven.
- Potpourri op de opera Lohengrin, voor fluit en piano
- Potpourri over motieven uit de opera Cavalleria Rusticana
- Les millions d'Arlequin, bewerking van het ballet van Riccardo Drigo, voor fluit, viool, cello of mandoline solo of met piano; of 2 fluiten, violen of mandolines met of zonder piano; of viool, cello en piano; of fluit, viool en piano
- Mandolinenschule (1887)